# Gewog di Genyekha
Il gewog di Genyekha è uno degli otto raggruppamenti di villaggi del distretto di Thimphu, nella regione Occidentale, in Bhutan.